# 扁足擬石蟹
扁足擬石蟹(Paralithodes platypus)，在日本又名油蟹或青蟹，是一種十足目寄居蟹总科石蟹科擬石蟹屬的生物，是一種食用蟹，外型酷似較小的堪察加擬石蟹，但與之不同的是，背殼中央的棘刺只有四個而不是六個，且顏色偏青藍色而非紫紅色。